# Hydraena kocheri
Hydraena kocheri är en skalbaggsart som beskrevs av Berthélemy 1992. Hydraena kocheri ingår i släktet Hydraena och familjen vattenbrynsbaggar. Inga underarter finns listade i Catalogue of Life.